# 常圓寺 (伊那市)
常圓寺（じょうえんじ）は、長野県伊那市にある曹洞宗の寺院。山号は護法山。

## 概要
法善寺の末寺で、本尊は行基作と伝わる十一面千手観世音菩薩。応永6年（1399年）に伊那郡西伊那部村（現在の伊那市横山）の寺社平に開創され、文亀元年（1501）に遠州水窪の善住寺2世賢甫宗俊禅師により東伊那部村（現在の伊那市境）に中興開山され、曹洞宗寺院となった。戦国時代には武田氏により寺領15石を安堵された。天正9年(1581年)、5世造天弘宅大和尚のとき、のちの飯田城主京極高知の代官となる御子柴六左衛門茂久の尽力により現在地に移転再興され、中興開基としている。
江戸時代は三州街道が参道を通り、南に位置する坂下の辻から権兵衛街道（現在の国道361号）が分岐し、「右ぜんこうじ」の道標がある。天明8年（1788年）と享和3年（1803年）の火災によって伽藍や古文書を悉く焼失したが、文化7年（1810年）に本堂を再建した。寺域にある丸山公園は花の名所となっている。

## 境内
- 本堂
- 庫裡
- 山門
- 仁王門
- 洗心閣
- 三宝閣
- 稲荷堂
- 十三重石塔

## 交通アクセス
- JR飯田線伊那市駅から徒歩約8分